# Ракерсвілл (Вірджинія)
Ракерсвілл (англ. Ruckersville) — переписна місцевість (CDP) в США, в окрузі Ґрін штату Вірджинія. Населення — 1484 особи (2020).

## Географія
Ракерсвілл розташований за координатами 38°13′45″ пн. ш. 78°22′46″ зх. д. / 38.22917° пн. ш. 78.37944° зх. д. (38.229256, -78.379325).  За даними Бюро перепису населення США в 2010 році переписна місцевість мала площу 7,19 км², з яких 7,13 км² — суходіл та 0,06 км² — водойми.

## Демографія
Згідно з переписом 2010 року, у переписній місцевості мешкала 1141 особа в 461 домогосподарстві у складі 316 родин. Густота населення становила 159 осіб/км².  Було 512 помешкання (71/км²).
Расовий склад населення:
| - 85,5 % — білих - 6,9 % — чорних або афроамериканців - 1,1 % — азіатів - 0,6 % — корінних американців - 2,7 % — осіб інших рас |

До двох чи більше рас належало 3,2 %. Частка іспаномовних становила 6,1 % від усіх жителів.
За віковим діапазоном населення розподілялося таким чином: 23,0 % — особи молодші 18 років, 58,5 % — особи у віці 18—64 років, 18,5 % — особи у віці 65 років та старші. Медіана віку мешканця становила 43,5 року. На 100 осіб жіночої статі у переписній місцевості припадало 96,0 чоловіків;  на 100 жінок у віці від 18 років та старших — 94,0 чоловіків також старших 18 років.
Середній дохід на одне домашнє господарство  становив 58 494 долари США (медіана — 53 962), а середній дохід на одну сім'ю — 63 771 долар (медіана — 68 043). За межею бідності перебувало 29,8 % осіб, у тому числі 61,1 % дітей у віці до 18 років та 0,0 % осіб у віці 65 років та старших.
Цивільне працевлаштоване населення становило 436 осіб. Основні галузі зайнятості: освіта, охорона здоров'я та соціальна допомога — 22,0 %, мистецтво, розваги та відпочинок — 15,1 %, роздрібна торгівля — 14,4 %.